# Colleyville, Texas
Colleyville là một thành phố thuộc quận Tarrant, tiểu bang Texas, Hoa Kỳ. Năm 2010, dân số của xã này là 22807 người.

## Dân số
- Dân số năm 2000: 19636 người.
- Dân số năm 2010: 22807 người.